# Sergio Pelegrín López
Sergio Pelegrín López (Barcelona, 18 d'abril de 1979) és un exfutbolista professional català que jugava com a defensa central, i posteriorment entrenador de futbol.

## Trajectòria esportiva
Pelegrín va jugar fins als 28 anys a la segona B, amb el RCD Espanyol B, RCD Mallorca B, Real Zaragoza B, Girona FC i Alacant CF. Amb els dos primers clubs, va arribar a jugar en dos partits oficials de la Copa Intertoto amb cadascun.
Posteriorment Pelegrín va jugar a la segona divisió, amb la UD Salamanca, Rayo Vallecano i Elx CF. Va marcar quatre gols en 28 partits la temporada 2011–12, i la temporada següent va jugar 35 partits, tots com a titular i l'Elx va tornar a primera divisió 24 anys després.
Pelegrín va esdevenir el jugador més vell en debutar a la primera divisió el 4 de novembre de 2013, a 34 anys, quan va entrar com a suplent a la segona part, en un a derrota per 0–1 a casa contra el Vila-real CF.